# La follia del desig
La follia del desig és un drama en dos actes, original de Josep Maria de Sagarra, estrenat al teatre Romea, la nit del 15 de desembre de 1925.

## Repartiment de l'estrena
- Samuel Ivanovitx (65 anys): Joaquim Montero
- Caterina (20 anys): Maria Vila
- Eva (50 anys): Matilde Xatart
- Marcel Brecourt (35 anys)': Pius Daví
- Clidford (50 anys): Lluís Teixidó
- Jackson (40 anys): Francesc Ferràndiz
- Steward (42 anys): Antoni Martí
- Jimmy (45 anys): Just Gómez
- Direcció artística: Joaquim Montero

## Edicions
- La Escena Catalana. Any VIII (segona època). Barcelona, 19 de desembre de 1925. Núm. 193